# Veynes
Veynes – miejscowość i gmina we Francji, w regionie Prowansja-Alpy-Lazurowe Wybrzeże, w departamencie Alpy Wysokie.
Według danych na rok 1990 gminę zamieszkiwało 3148 osób, a gęstość zaludnienia wynosiła 74 osoby/km² (wśród 963 gmin regionu Prowansja-Alpy-W. Lazurowe Veynes plasuje się na 191. miejscu pod względem liczby ludności, natomiast pod względem powierzchni na miejscu 193.).